# Windows Shell
Windows Shell fue la interfaz gráfica de usuario principal del sistema operativo Microsoft Windows hasta Windows 10 Version 1703 (Creators Update). Es el contenedor dentro del cual toda la interfaz de usuario se presenta, incluyendo la barra de tareas, el escritorio, el explorador de Windows, así como muchos de los cuadros de diálogo y controles de interfaz, pero también se describe el pasado de conchas, como MS-DOS ejecutivo y gestor de programas. 
El valor por defecto se llama shell de Windows Explorer, este es el programa que determina el aspecto del escritorio (es decir, se crea la barra de tareas, el área de notificación, el menú de inicio, etc).

## Windows 1 y 2
Sólo después de que la PC llegó al mercado (agosto de 1981), un proyecto llamado "Interface Manager" comenzó. Fue renombrado a "Windows", porque los programadores hablaron mucho acerca de las zonas llamadas "ventanas" en la pantalla. Rowland Hanson, el director de marketing de Microsoft, convenció a la compañía de que el nombre de Windows sería más atractivo para los consumidores.
La primera pre-versión de Windows se presentó en noviembre de 1983. Se utiliza Word para MS-DOS como menús en la parte inferior de la pantalla. La primera versión, Windows 1.0, publicado en noviembre de 1985, utiliza menús desplegables al igual que los primeros sistemas Macintosh 1.x (Microsoft realmente elementos de la interfaz gráfica de usuario con licencia de Apple). El shell es un gestor de archivos (no un gestor de programas) llamado "MS-DOS Executive".
Las solicitudes pueden ser lanzados desde el MS-DOS Executive, que reducen al mínimo. La reducción al mínimo (llamado "iconing") fue hecho por la transformación de las ventanas en un icono que se coloca en la parte inferior de la pantalla, en una zona especial de las ventanas minimizadas. La maximización (que se llama "zoom"), podrían ampliar la ventana más de la zona de las ventanas minimizadas. Windows no se puede superponen, pero que estaban en lugar "alicatado". Como resultado de ello, dos ventanas no se puede "acercar" al mismo tiempo. 
Windows 2.0 es una interfaz basada en la liberación. La nueva ventana de la introducción de controles de esta versión, con la nueva "minimizar" y "maximizar" la terminología. Windows se superponen y se podría reducir al mínimo la ventana de iconos podría desplazarse libremente en el escritorio.

## Windows 3.x, NT 3.x
Windows 3.0, introducido en mayo de 1990, heredó el GUI de OS/2. El nuevo "Administrador de programas" fue una simple "front end", donde los "grupos" y los iconos no tiene relación con el actual sistema de archivos. Un fondo podría poner en el escritorio, la ventana y los controles fueron rediseñados.

## Windows 95
En Windows 95, el depósito fue rediseñado. La nueva barra de tareas se introdujo, con una superficie que consta de botones que representan las ventanas abiertas, un reloj, una "zona de las notificaciones" de los procesos de fondo y sistema de notificaciones, y en el botón Inicio, que albergaba la sustitución de gerente de programa, el menú Inicio. El escritorio ahora vinculado a una carpeta, y también figuran varias carpetas de sistema - Mi PC, Entorno de red, y la papelera de reciclaje.

## Windows 95C, 98 - "Nashville"
La creciente popularidad de la World Wide Web de Microsoft obligado a desarrollar su propio navegador web, llamado Internet Explorer que se basa en la tecnología con licencia de Spyglass. A principios de 1996, Netscape anunció que la próxima versión de su navegador, Netscape, que se integran con Windows completamente y añadir una nueva shell, codenamed "Constelación".
Microsoft comenzó a trabajar en una versión similar a Internet Explorer, llamada Nashville. Internet Explorer 4.0 y fue rediseñada como resultado dos productos: el IE4 independiente que sustituyó a la shell de Windows con un nuevo "Active Desktop" shell y el futuro versiones de Windows, como Windows 98 y Windows 95C, que integrado de Internet Explorer y Active Desktop en el depósito.

## Georgia, Neptuno y Tiger
Windows 2000 (NT 5.0) también se integra en Internet Explorer y el shell añadido algunas nuevas capacidades, como la ampliación de algunas de inicio de Menús y apariencia. Esta interfaz se nombró "Georgia". Windows Me también añadió estas características. Entre tanto, algunas nuevas versiones de Windows se han previsto, "Neptuno" y "Odisea". 
Neptuno y Odisea fueron canceladas en enero de 2000 y sustituida por "Whistler". Pero antes, una primera versión alfa del "Neptuno" apareció. Se destacó Centros de Actividades, que también se canceló junto con "Neptuno" y "Odisea". 
"Tiger" es una corta vida para la continuación de la idea DOS/9x plataforma. Algunas capturas de pantalla se filtró falso, que cuenta con un nuevo basado en tareas, 2000 blanco-estilo.

## Odyssey, Whistler
Odyssey fue diseñado para tener un motor similar al desollamiento de Stardock WindowBlinds. Se incorporaron más tarde en Whistler (el nombre "piel" fue cambiado a "estilo visual"). Dos estilos visuales fueron desarrollados: un "profesional" y una "Home".
Temprano se basa de "Whistler" (más tarde llamado Windows XP) enviados únicamente con el estilo visual "Profesional" (más tarde llamado a Acuarela), que fue desarrollado inicialmente por Odyssey, pero más tarde Microsoft encuestas mostraron que los consumidores estaban interesados en el estilo visual "Home", que más tarde sustituirá Profesional / Acuarela.

## XP, Server 2003 - "Luna", "Royale"
El estilo visual "Home" se convirtió en la apariencia conocida como "Luna", y esta versión refinada destacado otros elementos de la interfaz, como un reelaborados menú Inicio y en el Panel de control. Se suministra con Windows XP. Para ello, ha recibido una actualización con Windows XP Media Center Edition 2005, llamado "Royale". Windows Server 2003, con la misma interfaz de usuario Luna.

## Windows 7 - Longhorn - Plex, Pizarra y Jade
El sistema operativo Longhorn fue diseñado para tener una nueva interfaz llamada Aero. En los primeros se basa alfa, Longhorn ofrece interfaces llamado Plex, Pizarra y Jade, que son algunos pasos intermedios entre la Luna y Aero. El Aero fue al principio similar a Plex, pero más tarde transformado en el moderno Aero.

## Vista y Aero
La interfaz de usuario Aero se introdujo con Longhorn y fue desarrollado junto con la build Vista, la versión Beta 1 y la CTPs. En la actualidad está incluido en todas las versiones de Windows Vista (con la excepción de las versiones Starter y Home Basic), así como Windows Server 2008.

## Reemplazos
Es posible reemplazar el shell por defecto de Windows con un programa diferente. Existen una serie de shells' de terceros diseñadas para ser utilizadas en lugar de la estándar.